# Kippax
Kippax es una localidad situada en el condado de Yorkshire del Oeste, en Inglaterra (Reino Unido), con una población estimada a mediados de 2016 de 9891 habitantes.
Se encuentra ubicada al oeste de la región Yorkshire y Humber, cerca de la frontera con la región Noroeste de Inglaterra, de los montes Peninos y de la ciudad de Leeds —la capital del condado y de la región—.